# Лусія душ Сантуш
Лусія де Жезуз Роза душ Сантуш (порт. Lúcia de Jesus Rosa dos Santos; 28 березня 1907, Фатіма, Португалія — 13 лютого 2005, Коїмбра, там само) — монахиня ордену Босих кармелітів римо-католицької церкви з Португалії. Одна з трьох дітей, яким являлась Мати Божа впродовж 1917 року в місті Фатіма.

## Явлення Матері Божої Фатімської

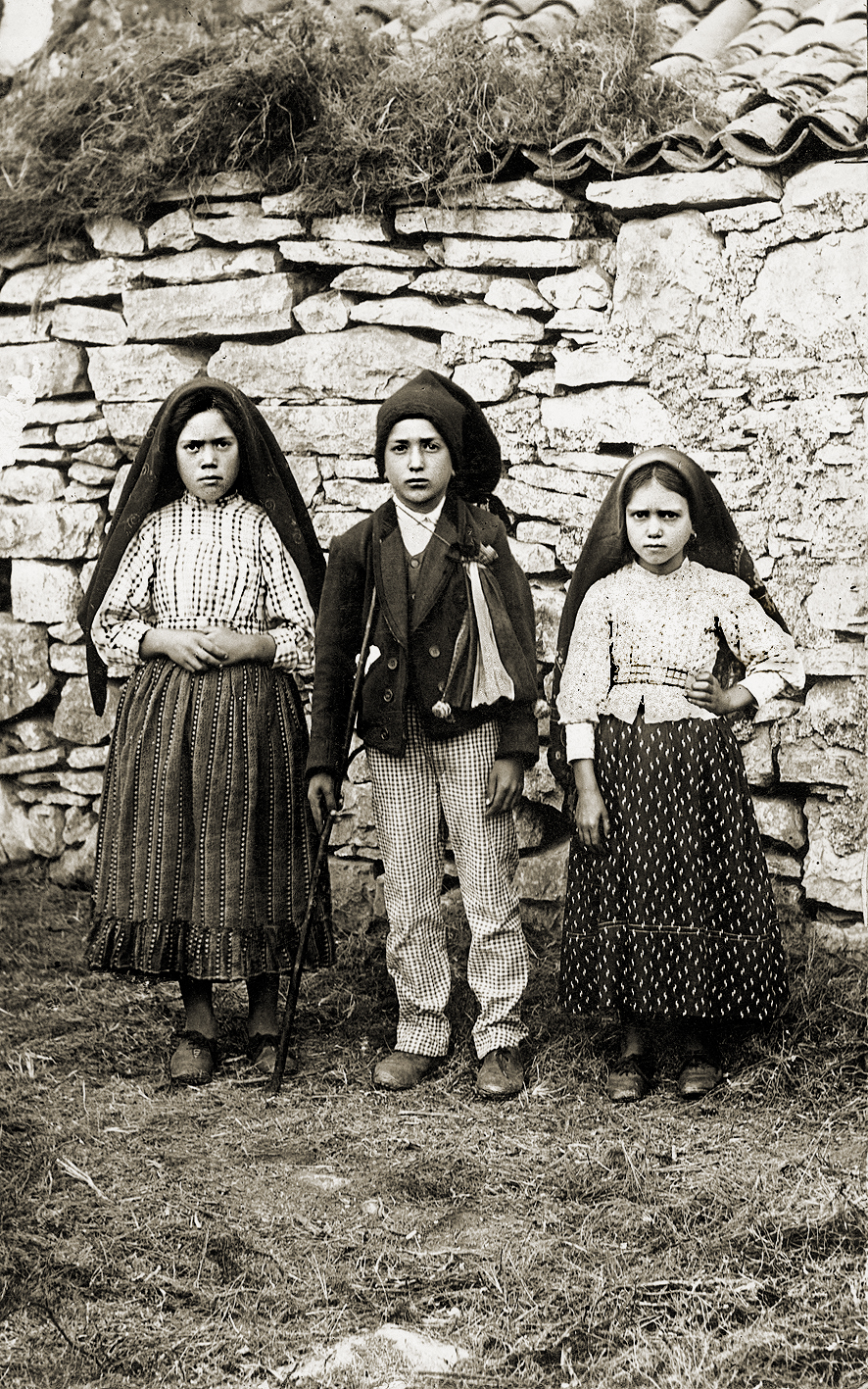
Люсія Сантуш (ліворуч) і двоє інших провидців Жасінта і Франсішку Марту.

Між травнем і жовтнем 1917 року Люсія і двоє її кузинів, Жасінта і Франсішку Марту, розповіли, що в полі Кова да Ірія, поблизу від хутора Альхустель, їм являлась осяйна панна, яка, як вони вірили, була Матір'ю Божою. Діти казали, що це явлення відбувалося 13-го числа кожного місяця приблизно опівдні, впродовж шести місяців підряд. Єдиним винятком був серпень, коли дітей затримав місцевий управитель.
За словами Люсії, панна порадила дітям здійснити покуту і робити пожертвування заради спасіння душ грішників. Також Люсія стверджувала, що панна наголошувала на тому, що потрібно читати розарій кожного дня, щоб принести у світ мир. Багато молодих португальців тоді воювали на полях Першої світової війни. Люсія чула, як Марія просила її навчитись читати і писати, тому що Ісус хотів щоб вона несла звістку людям про Матір Божу, особливо про її непорочне серце.
Матір Люсії сприйняла вороже звістку, що її дочка бачила видіння, думаючи, що та просто вигадала свою історію заради уваги. І хоча до того часу Люсія була улюбленицею своєї матері, але цього разу терпіла від неї побиття і висміювання. Особливо вона не довіряла словам Люсії, що нібито Марія попросила її навчитись читати і писати.

## Беатифікаційний процес
13 лютого 2017 року отримала титул Слуга Божа.
22 червня 2023 року отримала титул Преподобна.